# Ernest J. King

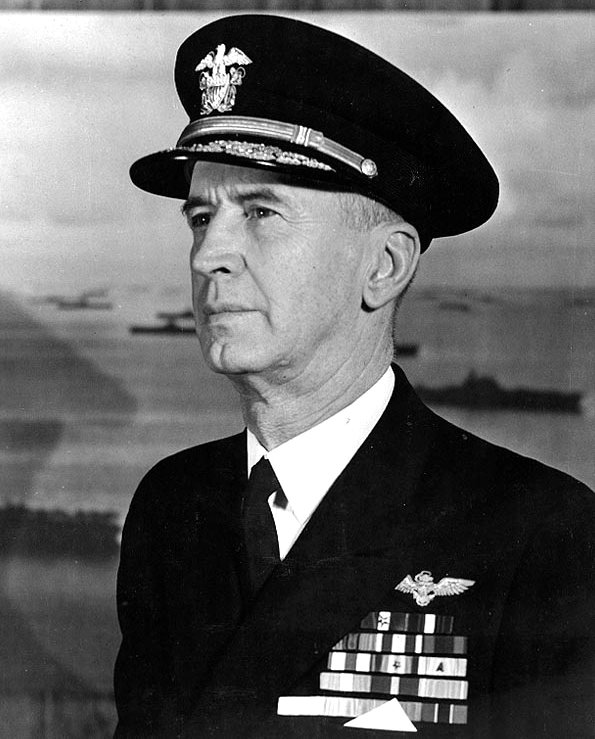
Flottenadmiral Ernest J. King

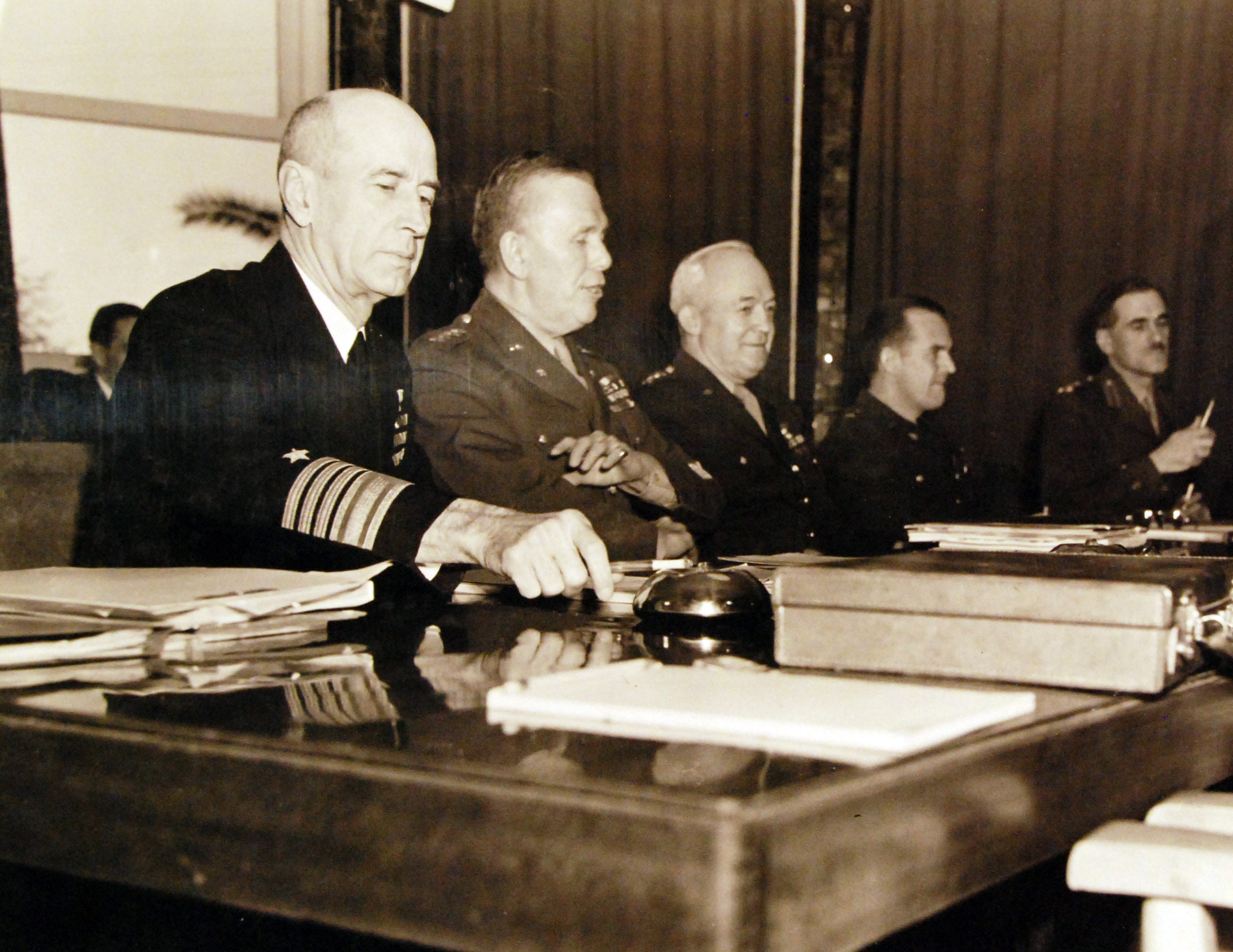
King (links) auf der Casablanca-Konferenz 1943.

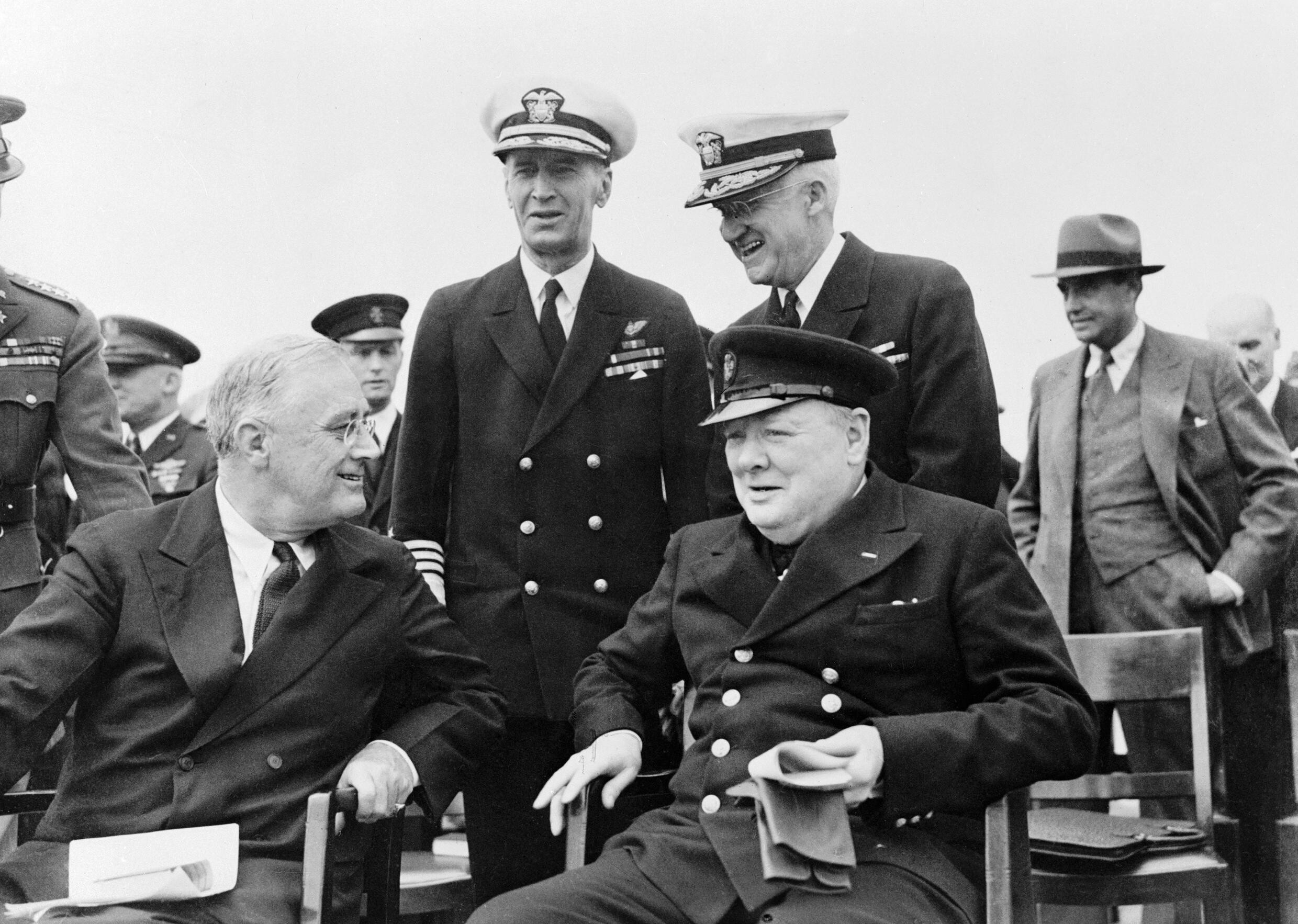
King bei der Atlantikkonferenz von 1941 auf der Prince of Wales; vorne Roosevelt und Churchill, dahinter von links: King und Admiral Stark

Ernest Joseph King (* 23. November 1878 in Lorain, Ohio; † 25. Juni 1956 in Portsmouth, New Hampshire) war einer der bedeutendsten Admirale der US Navy im Rang eines Fleet Admirals während des Zweiten Weltkriegs. King war der einzige Offizier, der jemals gleichzeitig den Posten des Chief of Naval Operations und des Commander in Chief of United States Fleet (Oberbefehlshaber der US-Flotte) innehatte, was ihn zu einem der mächtigsten Offiziere der US-Marine macht, die jemals im Dienst waren.

## Biografie

### Familie
King war der Sohn von James Clydesdale King und Elizabeth Keam King.
Er war verheiratet und hatte sieben Kinder.
King war Mitglied der Freimaurer  in der George C. Whiting Lodge, No. 22.
Nach dem Ruhestand lebte King in Washington, D.C. Aktiv war er von 1946 bis 1949 als Präsident der Naval Historical Foundation.

### Militärische Laufbahn
Von 1897 bis 1901 studierte er an der United States Naval Academy und nahm in dieser Zeit als Kadett auf dem Kreuzer USS San Francisco am Spanisch-Amerikanischen Krieg teil. Er begann seine Offizierslaufbahn als Leutnant auf dem Kanonenboot Eagle. Danach diente er auf den Schlachtschiffen USS Illinois(BB-7), USS Alabama (BB-8) und USS New Hampshire. Später war er auf dem Kreuzer USS Cincinnati (C-7) eingesetzt.
Er diente später auf verschiedenen Schlachtschiffen und Kreuzern. Daneben arbeitete er ab 1906 als Ausbilder an der Naval Academy. 1913 wurde er Lieutenant Commander (Korvettenkapitän). 1914 bekam er mit dem Zerstörer USS Terry sein erstes Schiffskommando. 1916 nahm ihn der Oberbefehlshaber der Atlantikflotte, Admiral Henry Thomas Mayo, in seinen Stab auf, dem er während des Ersten Weltkriegs angehörte. 1917 wurde er zum Commander (Fregattenkapitän) und 1918 zum Captain (Kapitän zur See) befördert.
Nach dem Kriegsende übernahm King zunächst eine Position als Leiter der Naval Postgraduate School, bevor er 1922 zur U-Boot-Waffe wechselte, wo er zeitweilig eine U-Boot-Division führte. 1923 übernahm er das Kommando über den U-Boot-Stützpunkt in New London. 1926 wechselte er auf Einladung von William A. Moffett zur noch jungen Marinefliegerei, wo er das Kommando über den Seeflugzeugtender USS Wright erhielt und im Folgejahr auch selbst Flugunterricht nahm. 1928 wurde er stellvertretender Leiter des Bureau of Aeronautics und im Folgejahr Kommandant der Naval Air Station Norfolk in Virginia.
Der Flugzeugträger Lexington unterstand ab 1930 seinem Kommando. Nach seiner Beförderung zum Rear-Admiral (Konteradmiral) wurde er 1933 Leiter des Bureau of Aeronautics. King befehligte Ende der 1930er-Jahre die komplette Flotte der Flugzeugträger der USA. 1938 wurde er Vizeadmiral. Zu seinen Leistungen gehörte es, Admiral Yarnells Erkenntnisse aus dem Kriegsspiel von 1932 im Jahr 1938 zu bestätigen, indem er selbst einen erfolgreichen simulierten Luftangriff auf Pearl Harbor durchführte, der zeigte, dass der Stützpunkt durch Luftangriffe gefährlich verwundbar war, obwohl die Erkenntnisse beider Manöver bis zum 7. Dezember 1941 nicht ernst genommen wurden, als die kaiserliche japanische Marine den Stützpunkt angriff.
Im Februar 1941 erhielt King bei gleichzeitiger Beförderung zum Admiral das Oberkommando über die neuformierte Atlantikflotte, die er vor dem Kriegseintritt der USA durch eine Zeit voller eskalierender Spannungen führte.
Nach dem Angriff auf Pearl Harbor 1941 wurde er nach Washington, D. C. zurückbeordert, wo er am 30. Dezember zum Oberbefehlshaber der United States Fleet (COMINCH) ernannt wurde. Im März 1942 übernahm er zusätzlich als Nachfolger von Harold R. Stark den Posten des Chief of Naval Operations. King war maßgeblich an vielen Operationen im Pazifikkrieg und auf dem europäischen Kriegsschauplatz beteiligt.

Fleet Admiral

Im Dezember 1944 wurde King in den neu eingeführten Rang eines Fleet Admirals of the United States Navy befördert. Nach dem Kriegsende ging King in den Ruhestand und Fleetadmiral Chester W. Nimitz übernahm sein Kommando. 1950 wurde er als Berater im Marineministerium reaktiviert.
King quartierte sich während der gesamten Kriegszeit auf der Yacht Dauntless ein, um immer auf Posten zu sein.
Auf die Frage der Öffentlichkeitsarbeit für die Navy antwortete King: „Don't tell them anything. When it's over, tell them who won.“ (Sagen Sie ihnen gar nichts. Wenn es vorbei ist, sagen Sie ihnen, wer gewonnen hat.)
Er starb nach langer Krankheit 1956 im Marinekrankenhaus Portsmouth in New Hampshire. Begraben wurde er auf dem Marinefriedhof der United States Naval Academy in Annapolis, Maryland.

### Bewertungen Kings
King wird als hochintelligent und äußerst fähiger Offizier beschrieben. Er war auch sehr umstritten und schwierig im Dienst für Offiziere über und unter ihm. Er war anspruchsvoll und autoritär. Er konnte gegenüber Untergebenen grob und ausfallend sein. Zahlreiche seiner Untergebenen beschrieben seinen Führungsstil als cholerisch. King wurde für seine Fähigkeiten weithin respektiert, aber von vielen der Offiziere, die er befehligte, nicht gemocht. Kings unverblümte Ehrlichkeit und sein aufbrausendes Temperament machten ihm zahlreiche Feinde und hinterließen einen zwiespältigen Eindruck. Der Militärhistoriker John Ray Skates beschrieb King als vielleicht den unbeliebtesten alliierten Führer des Zweiten Weltkriegs und fügte hinzu, dass nur der britische Feldmarschall Bernard Montgomery mehr Feinde gehabt haben könnte. King liebte auch Partys und trank oft bis zum Exzess. Seinen Charme zeigte er offenbar nur gegenüber Ehefrauen seiner Marineoffizierskollegen. Bei der Arbeit schien er immer wütend oder verärgert zu sein. Franklin D. Roosevelt beschrieb King einmal als einen Mann, der sich jeden Morgen mit einem Schneidbrenner rasiert. General Dwight D. Eisenhower schrieb in seinem privaten Tagebuch, Admiral King „is an arbitrary, stubborn type, with not too much brains and a tendency toward bullying his juniors“ („ist ein willkürlicher, sturer Typ, mit nicht allzu viel Verstand und einer Tendenz, seine Untergebenen zu schikanieren“).
Unter Verweis auf Kings fünfeinhalb Jahrzehnte in der Marine und seine zahlreichen Leistungen als einer der ranghöchsten alliierten Militärführer des Zweiten Weltkriegs halten einige King für einen der größten Admirale des 20. Jahrhunderts. Seine Fähigkeit, dem Einfluss der Briten und der US-Army auf die amerikanische Strategie im Zweiten Weltkrieg entgegenzuwirken, wurde als Zeichen einer starken Führung gesehen. Zudem gab es Lob für seine manchmal unverblümte Meinung zur strategischen Bedeutung des Pazifikkriegs. Seine entscheidende Rolle bei der Gegenoffensive der Alliierten auf Guadalcanal, einer der Wendepunkte des Zweiten Weltkriegs auf dem pazifischen Kriegsschauplatz, hat ihm Bewunderer in den Vereinigten Staaten und Australien eingebracht. Manche halten ihn für ein Organisationsgenie. Andere weisen jedoch darauf hin, dass er in Kriegszeiten nie Schiffe oder Flotten auf See befehligte und dass seine Anglophobie (Abneigung gegen Briten) ihn zu Entscheidungen veranlasste, die viele alliierte Soldaten das Leben kostete.

## Ehrungen
- Der Zerstörer King wurde 1960 nach ihm benannt.
- Nach King ist die King-Halbinsel in der Westantarktis benannt.
- In der Historischen Rangordnung der höchsten Offiziere der Vereinigten Staaten wird er auf dem 16. Rang geführt.
- Eine Grundschule in Lorain erhielt seinen Namen sowie andere Schulen wie u. a. auf der Sasebo Naval Base in Japan.

### Auszeichnungen

#### USA
- Naval Aviator
- Navy Cross
- Navy Distinguished Service Medal
- Spanish Campaign Medal
- Sampson Medal
- Mexican Service Medal
- World War I Victory Medal
- American Defense Service Medal
- American Campaign Medal
- World War II Victory Medal
- National Defense Service Medal

#### Andere Nationen
- Grand Cross of the National Order der Ehrenlegion (Frankreich) 1945
- Croix de guerre 1939–1945
- PAN Order of Vasco Nunez de Balboa - Commander BAR.png 	Commander of the Order of Vasco Nunez de Balboa (Panama) 1929
- Officer of the Order of the Crown of Italy 1933
- Knight of the Grand Cross of the Military Order of Italy 1948
- Order of Merit, Grande Official (Brasilien) 1943
- Order of Naval Merit (Kuba) 1943
- Estrella Abdon Calderon (Ecuador) 1943
- Knight Grand Cross of the Order of the Bath (Vereinigtes Königreich) 1945
- Order of the Sacred Tripod (China) 1945
- Grand Cross of the Order of George I (Griechenland) 1946
- Grand Officer of the Order of the Crown (Belgien) 1948
- Croix de guerre (Belgien) 1948
- Orden von Oranien-Nassau